# Лопес, Николя
Николя Лопес (фр. Nicolas Lopez; род. 14 ноября 1980, Тарб) — французский фехтовальщик, олимпийский чемпион и чемпион мира в командном первенстве по фехтованию на саблях.

## Спортивные достижения

### Личное первенство
Летние Олимпийские игры:
- Серебряный призёр (1): 2008.

### Командное первенство
Летние Олимпийские игры:
- Чемпион (1): 2008.

Чемпионат мира по фехтованию:
- Чемпион (1): 2006.
- Серебряный призёр (1): 2007.
- Бронзовый призёр (1): 2005.